# Lijst van burgemeesters van Zutphen
Dit is een lijst van burgemeesters van de Nederlandse gemeente Zutphen in de provincie Gelderland.
| Ambtsperiode | Naam burgemeester                                         | Partij of stroming | Bijzonderheden |
| ------------ | --------------------------------------------------------- | ------------------ | --- |
| 1606         | Lambert Henrickssen [Heydenrijck]                         |                    | |
| ?            |                                                           |                    | |
| 1657         | Henrick van der Capelle tot Rijssel                       |                    | |
| voor 1795    | Anne (A.W.C.) baron van Nagell                            | orangist           | ook schepen en lid van de vroedschap                                                                               |
| 1783         | Frederik Benjamin van der Capellen tot Rijsselt           |                    | |
| 1785 - 1795  | J.A.L.F.C. baron van Nagell                               |                    | |
| ?            |                                                           |                    | |
| 1808 - 1813  | mr. Willem Reinier op ten Noort                           |                    | maire |
| 1815 - 1818  | mr. Adriaan Wolter Willem baron Sloet                     |                    | president-burgemeester                                                                                             |
| 1818 - 1824  | dr. Pieter Justus Swaving (1772-1841) mr. Joan de Bruyn   |                    | president-burgemeester wisselden elkaar enkele malen af als president, ieder presideerde ca. drie en een half jaar |
| 1824 - 1841  | dr. Pieter Justus Swaving                                 |                    | |
| 1841 - 1853  | mr. Godard Philip Cornelis baron van Heeckeren van Waliën |                    | |
| 1853 - 1865  | Otto Leopold graaf van Limburg Stirum                     |                    | |
| 1865 - 1894  | jhr. H.A.D. Coenen                                        | liberaal           | |
| 1894 - 1911  | Cornelis Storm Buijsing                                   |                    | |
| 1911 - 1917  | August Eduard Zimmerman                                   |                    | |
| 1917 - 1943  | mr. J. Dijckmeester                                       |                    | |
| 1944 - 1945  | J.A. Tesebeld                                             | NSB                | |
| 1945 - 1952  | jhr. mr. C.C. de Jonge                                    |                    | eerst waarnemend burgemeester                                                                                      |
| 1952 - 1966  | Sijtze (S.) de Jong                                       | PvdA               | |
| 1967 - 1981  | mr. J.J. Roeters van Lennep                               |                    | |
| 1981 - 1989  | Jan (J.) de Vries                                         | PvdA               | |
| 1989 - 1994  | Annie (A.H.) Brouwer-Korf                                 | PvdA               | |
| 1994 - 1998  | Annelies (A.E.) Verstand-Bogaert                          | D66                | |
| 1999 - 2016  | Arnold (J.A.) Gerritsen                                   | D66                | [ 4 ] |
| 2016         | Carry Abbenhues                                           | PvdA               | waarnemend burgemeester                                                                                            |
| 2016 - 2022  | Annemieke Vermeulen                                       | VVD                | [ 6 ] [ 7 ] |
| 2023 - heden | Wimar Jaeger                                              | D66                | was tot en met april 2025 waarnemend burgemeester                                                                  |